# Кенадське сільське поселення
Кена́дське сільське поселення (рос. Кенадское сельское поселение) — сільське поселення у складі Ванінського району Хабаровського краю Росії.
Адміністративний центр — селище Кенада.

## Населення
Населення сільського поселення становить 703 особи (2019; 805 у 2010, 968 у 2002).

## Склад
До складу сільського поселення входять:
| Населений пункт | Населення, осіб (2002) | Населення, осіб (2010) |
| --------------- | ---------------------- | ---------------------- |
| Кенада, селище  | 940                    | 775                    |
| Кото, селище    | 28                     | 30                     |